# Limenitis reducta
Limenitis reducta là một loài bướm ngày thuộc họ Nymphalidae. Nó được tìm thấy ở Northern Tây Ban Nha, South và Eastern Pháp, Ý và Anpơ.
Sải cánh dài 22–27 mm. Chúng bay từ tháng 5 đến tháng 8 tùy theo địa điểm.

## Hình ảnh

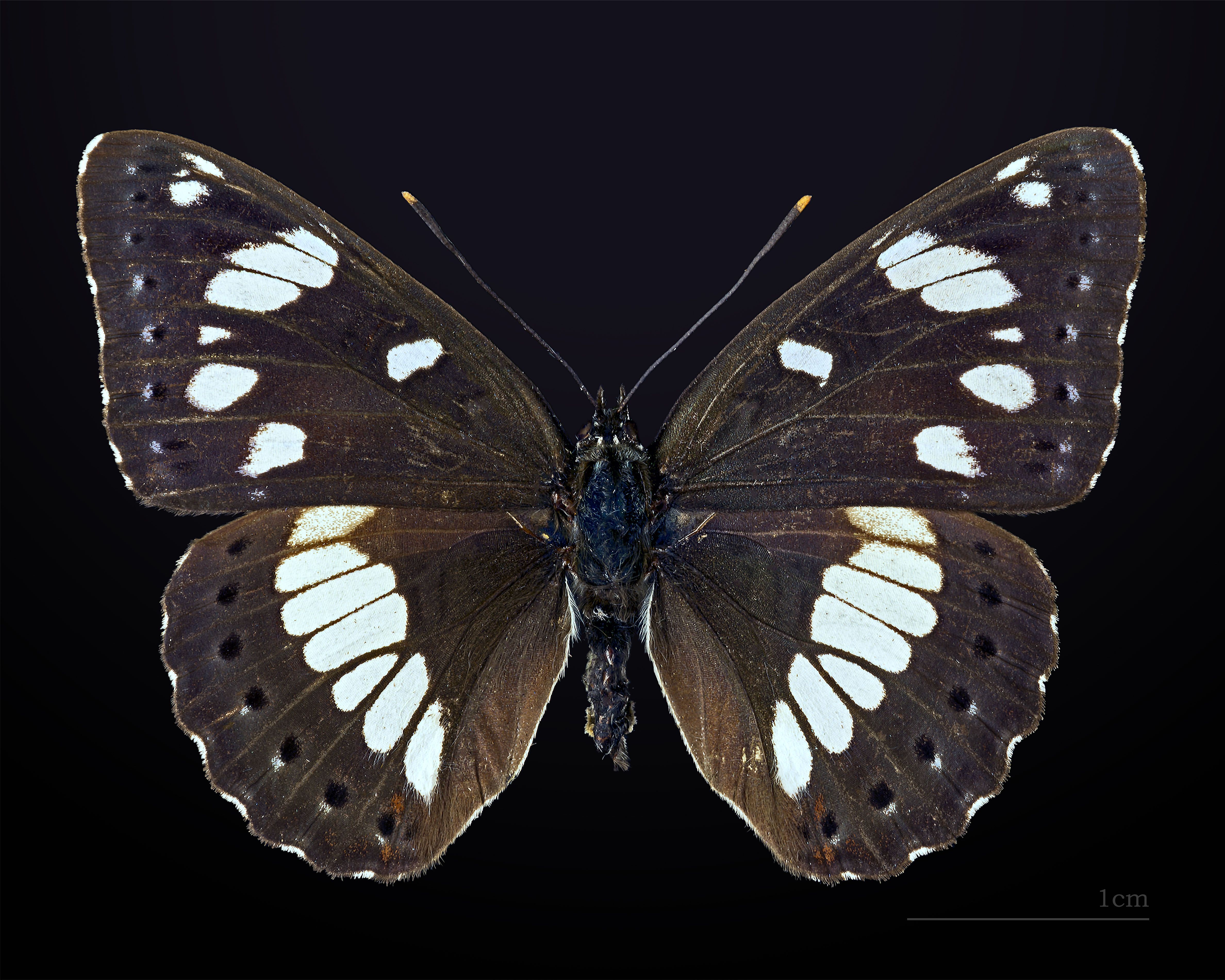
Mặt lưng.
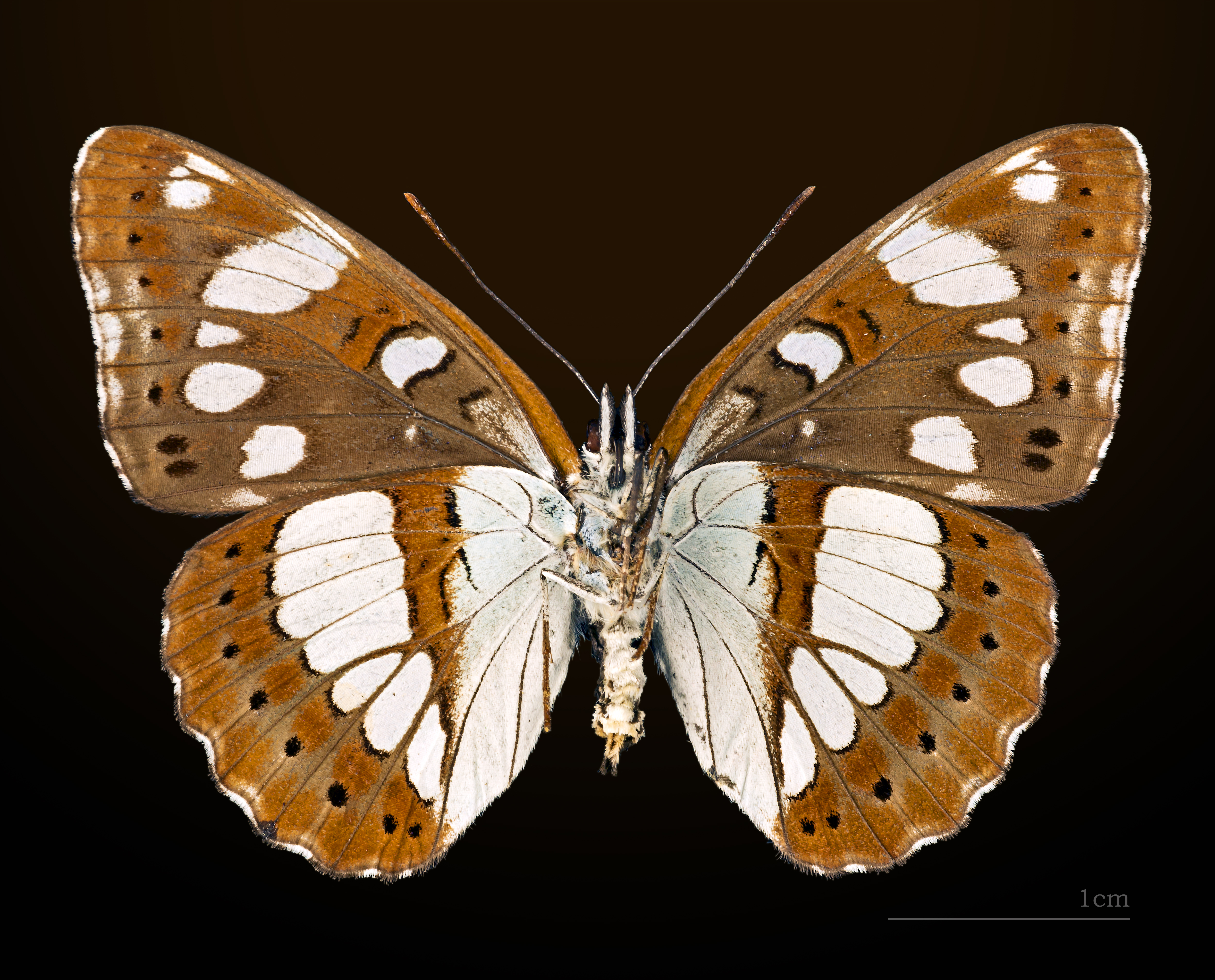
Phía bụng.
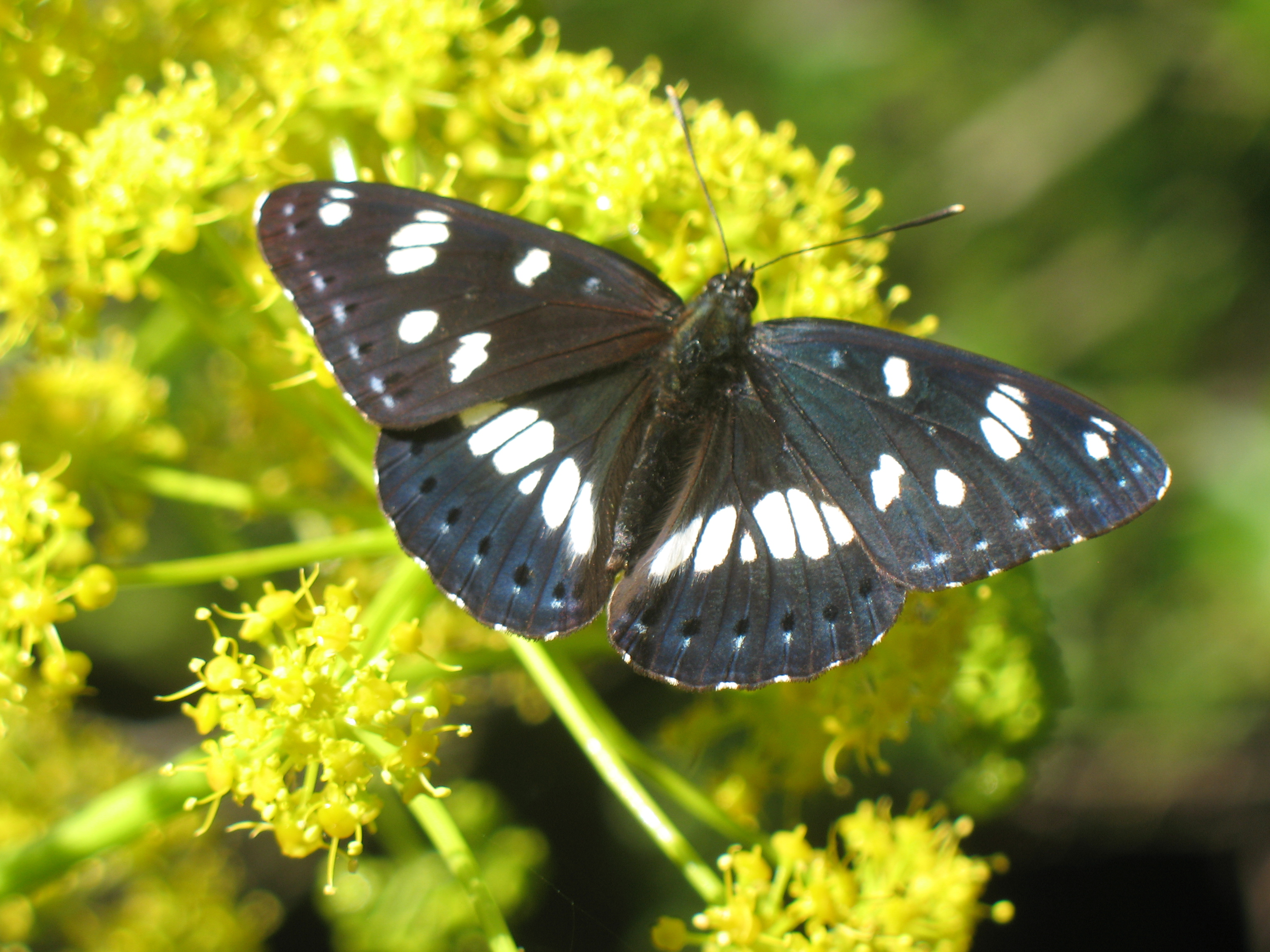
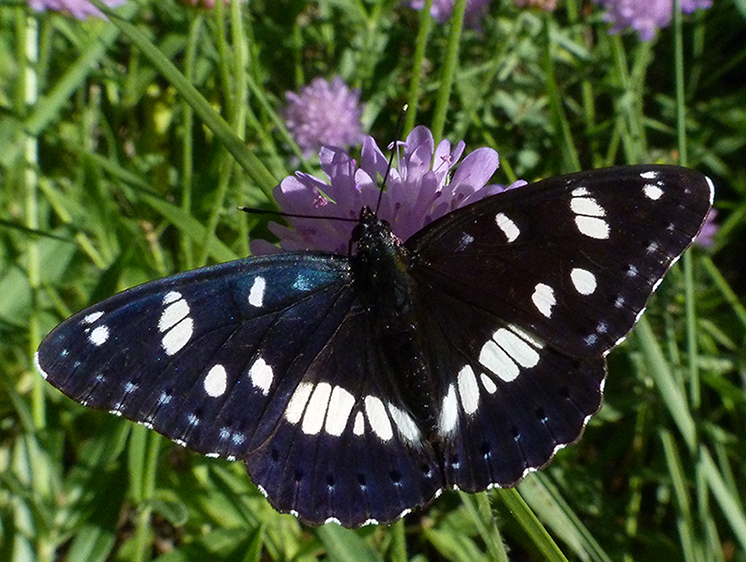
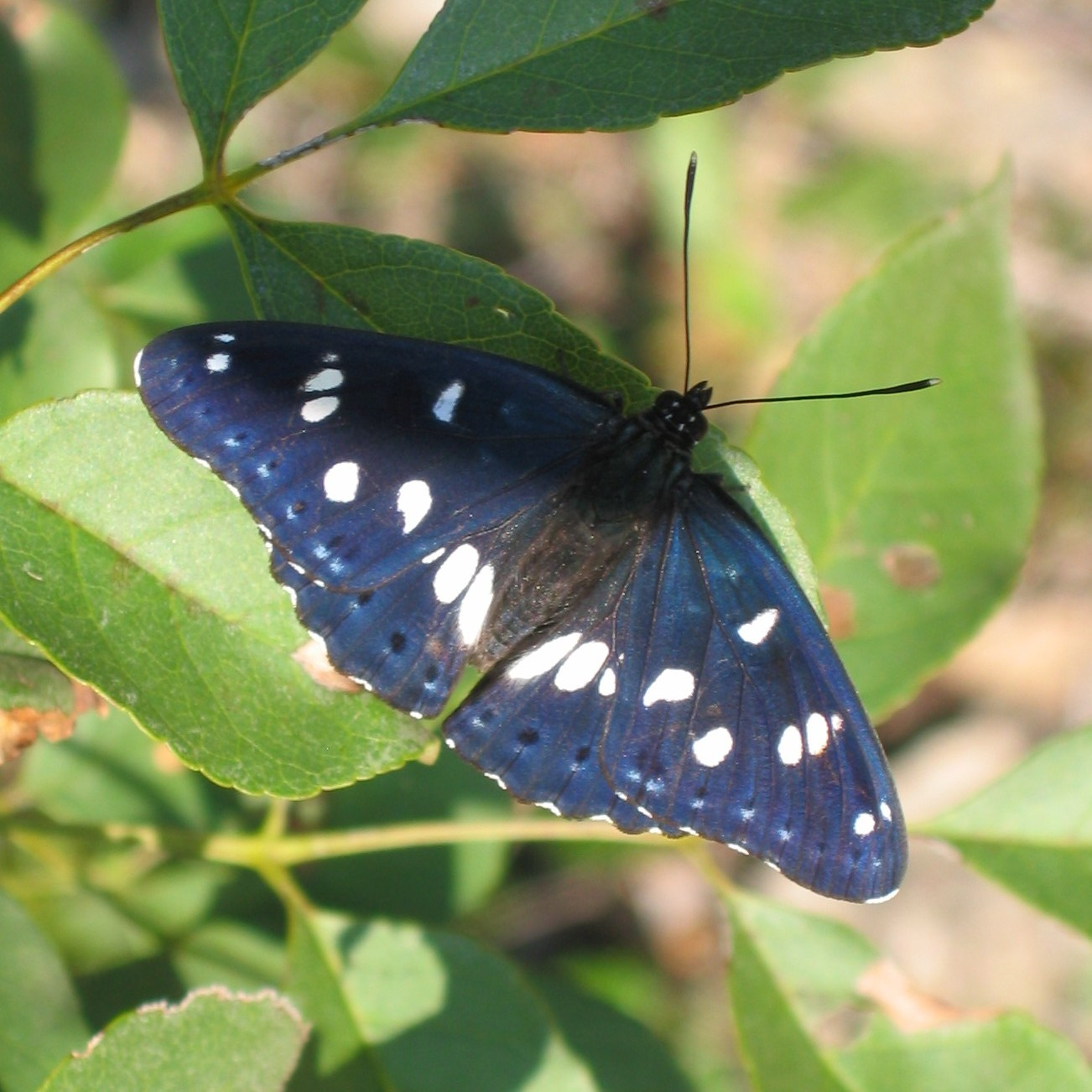
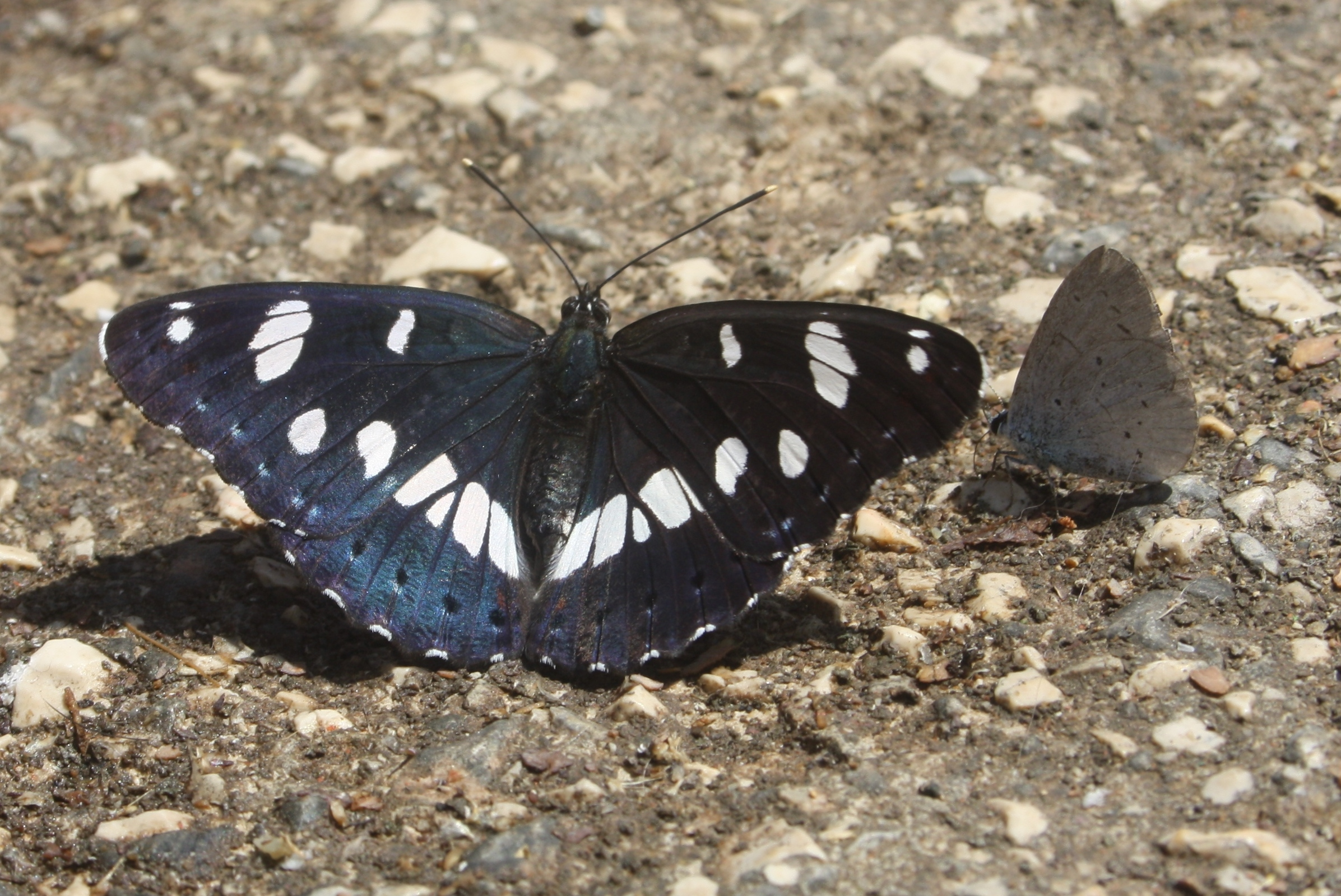